# Saoud ben Fayçal ben Abdelaziz Al Saoud
Pour les articles homonymes, voir Fayçal.
Le prince Saoud ben Fayçal ben Abdelaziz Al Saoud (en arabe : سعود بن فيصل بن عبد العزيز آل سعود) ou Saoud al-Fayçal, né le 2 janvier 1940 à Taëf et mort le 9 juillet 2015 à Los Angeles, est un homme politique saoudien, membre de la famille royale saoudienne. Il est ministre des Affaires étrangères de 1975 à 2015.

## Biographie
Fils du roi Fayçal et de Iffat Al Thunayan, et petit-fils d'Ibn Séoud, Saoud al-Fayçal est diplômé en économie de l'université de Princeton. Vice-ministre du Pétrole en 1971, il devient ministre d'État chargé des Affaires étrangères en mars 1975, peu après l'assassinat de son père, puis ministre en titre le 29 octobre suivant. 
Après quarante ans en fonction, souffrant de graves problèmes de santé, il demande à être relevé en avril 2015 et est remplacé à son poste par Adel Al-Jubeir, ambassadeur à Washington. Il est nommé conseiller et émissaire spécial du roi Salmane. Il meurt dix semaines plus tard, le 9 juillet d'un arrêt cardiaque.

## Décorations
- Grand cordon de l'ordre du roi Abdelaziz ( Arabie saoudite).
- Grand cordon de l'ordre de Léopold ( Belgique).
- Grand-croix de l'ordre du Mérite ( Égypte).
- Grand cordon de l'ordre suprême de la Renaissance ( Jordanie).
- Grand-croix de l'ordre d'Isabelle la Catholique ( Espagne).
- Grand-croix de l'ordre du Mérite civil ( Espagne).
- Grand cordon de l'ordre de Mubarak le Grand (en) ( Koweït).
- Chevalier grand commandeur de l'ordre du Défenseur du Royaume ( Malaisie).
- Grand cordon de l'ordre du Ouissam alaouite  ( Maroc).
- Chevalier grand-croix de l'ordre d'Orange-Nassau ( Pays-Bas).
- Grand officier de l'ordre national du Mérite du Togo (1978)[4]